# 马家园战斗
马家园战斗，是抗日战争中中共新四军与侵华日军在安徽南陵县马家园发生的战斗。

## 过程
1938年10月驻宣城县湾沚镇(今属芜湖县)日军约500人（包括骑兵100人）向南陵县门户弋江镇进攻，由谭震林率领的新四军第3支队在夫子决、马家园至西河一线进行阻击。10月30日双方在清水潭和红花铺发生激战，11月3日，日军增兵400余人，分四路围攻并占领马家园、十甲村等地。随后新四军反攻，成功收复了马家园。日军被迫退至红锡镇、红花铺两地。当晚新四军派出小队夜袭湾沚和九里山等地日军，4日晨，新四军又袭击红杵树。1938年11月4日上午日军退回湾沚镇（今属芜湖县）。战斗结束。

## 战果
新四军对外宣称此次战斗毙伤日军300余人。新四军伤亡32人，其中阵亡排长1人。